# 28095 Seanmahoney
28095 Seanmahoney è un asteroide della fascia principale. Scoperto nel 1998, presenta un'orbita caratterizzata da un semiasse maggiore pari a 2,2392588 UA e da un'eccentricità di 0,1220767, inclinata di 1,42767° rispetto all'eclittica.